# Inter nos
La locuzione latina inter nos, tradotta letteralmente, significa fra di noi.
Corrisponde in un certo senso alla frase "In camera caritatis" (qui fra noi, in tutta segretezza). Rimane infatti il carattere di segretezza dell'informazione che si vuole dare dopo la locuzione. L'informazione introdotta da "inter nos" è spesso detta per esprimere segretamente contrarietà o comunque perplessità rispetto a un'affermazione o a un'idea a cui la persona che parla aderisce, o almeno finge di aderire, o comunque per criticare non apertamente qualcosa o qualcuno.